# Prasa akademicka w Olsztynie
Prasa akademicka w Olsztynie – czasopisma drukowane, związane z uczelniami Olsztyna (placówki PAN, oddziały olsztyńskie towarzystw naukowych[wymaga weryfikacji?], ART, WSP, Hosianum, uczelnie niepaństwowe, organizacje studenckie, uczelniane związki zawodowe itd.).
Początki prasy akademickiej w Olsztynie można wiązać z powstaniem uczelni wyższych oraz odwilżą "polskiego października". Na fali ożywienia związanego z V Światowym Festiwalem Młodzieży i Studentów w Warszawie w czerwcu 1955 r. ukazała się jednodniówka "Głos Kortowa". W niedługim czasie już pod nazwą Życie Kortowa ukazywała się regularnie przez dwa lata, prezentując życie i problemy studentów Wyższej Szkoły Rolniczej w Olsztynie. Pismo redagowali studenci i młodzi pracownicy naukowi. Niektórzy z nich w przyszłości trwale związali się z dziennikarstwem (m.in. Maria Bauks-Marszałek, Juliusz Grodziński, Alfred Stefański, Marian Wiśniewski). Pismo upadło ze względu na brak wsparcia finansowego ze strony władz uczelni. Na okres 14 lat działalność wydawnicza młodzieży akademickiej w Olsztynie zamarła. W tym czasie okazjonalnie ukazywały się jedynie powielaczowe jednodniówki (np. "Radość Kortowa") i okolicznościowe biuletyny (np. "Biuletyn Studenckiej Agencji Informacyjnej").
Wśród dodatków do gazety Głos Olsztyński powstał także jednostronicowy, tygodniowy dodatek "Upowszechnianie Wiedzy Rolniczej". Ukazywał się od 10 października 1958 r. Potem został przekształcony (od 2 czerwca 1960) w samodzielny tygodnik rolniczy – Nasza Wieś pod redakcją Włodzimierza Mamińskiego, a później Jerzego Cwinarowicza (od 1978 do 1988) i Jerzego Pantaka. Czasopismo to ściśle współpracowało z naukowcami z olsztyńskiej WSR. Dzięki tej współpracy w tygodniku zamieszczane były artykuły na wysokim, merytorycznym poziomie. Tygodnik początkowo kolportowany był na terenie województwa olsztyńskiego, w okresie późniejszym docierał także do ówczesnych województw: gdańskiego, białostockiego, lubelskiego, toruńskiego, bydgoskiego, włocławskiego, wałbrzyskiego i gorzowskiego.
Pod koniec 1971 r. ukazała się jednodniówka "Dylematy" – Jednodniówka Uczelnianego Komitetu Współpracy Organizacji Młodzieżowych, Rady Zakładowej Związku Nauczycielstwa Polskiego i Zarządu Towarzystwa Przyjaciół Wyższej Szkoły Rolniczej w Olsztynie. W sumie do 1974 r. ukazało się 8 numerów tego pisemka. W styczniu 1972 ukazała się "Jednodniówka studentów Warmii i Mazur", wydana przez Radę Uczelnianą Zrzeszenia Studentów WSR. Studenci realizowali swoje zainteresowania dziennikarskie w studenckim Klubie Dziennikarskim "Skryb’Ol" oraz na łamach "Gazety Olsztyńskiej".
W 1980 roku, na fali posierpniowego ożywienia prasa akademicka ponownie silnie zaakcentowała swoją obecność. Ukazywać zaczęły się Nowe Ody – pismo studentów Wyższej Szkoły Pedagogicznej, "W lewo" – biuletyn dyskusyjny środowiska partyjnego ART. Gazetki te były drukowane techniką małej poligrafii, ale spełniały wymogi tytułu prasowego. 10 października 1982 r. wyszedł pierwszy numer dwutygodnika Posłaniec Warmiński (Posłaniec Warmiński – Bóg sam daje nam znak), wydawany przez Kurię Biskupią Diecezji Warmińskiej, na łamach którego w stanie wojennym i później gościła także tematyka akademicka oraz drukowali pracownicy i studenci. W 1984 r. zaczął wychodzić Indeks, którego współzałożycielem był student ART – Dariusz Hoffman. Do 1988 ukazało się jedynie 6 numerów.
Wyraźne ożywienie czasopism akademickich nastąpiło po roku 1989 wraz z wyraźnym rozwojem szkolnictwa wyższego w Olsztynie w połowie lat 90. XX w. W oficjalnym obiegu pojawiły się pisma wydawane nielegalnie (prasa podziemna) takie jak: "Aktualności Kortowskie" (wydawnictwo ART pod redakcją Jerzego Kozdronia), "Gadzinówka brukowiec z życia uczelni", "Reperkusje" (pisma NZS WSP w Olsztynie).
Po powstaniu uniwersytetu, zmieniona Gazeta Olsztyńska zaczęła drukować raz w miesiącu Gazetę Uniwersytecką (we współpracy z UWM, pierwszy numer ukazał się w marcu 2002), nieco później i mniej regularnie "Gazetę Akademicką Wyższej Szkoły Informatyki i Ekonomii TWP" (Gazeta Akademicka).
Zaczął ukazywać się miesięcznik Wiadomości Uniwersyteckie, nieregularnie wydawany magazyn Silva Rerum, kwartalnik Rolnicze abc.
Powstało także kilka pism redagowanych przez studentów olsztyńskich. Większość z nich to druki efemeryczne i ulotne, kończące swój żywot po skończeniu studiów przez głównych inicjatorów i redaktorów. Do funkcjonujących dłużej zaliczyć należy:
- "TKM – Teraz Kochani My" (nieregularnik wydawany przez studentów Politologii, protoplasta pisma Organ),
- "Organ. Pismo Każdego Politologa" (miesięcznik wydawany przez Koło Naukowe Politologów),
- "Modus. Trochę ilustrowany magazyn ogólnohumanistyczny o subtelnym zabarwieniu filozoficznym" (wydawany przez Koło Inicjatyw Filozoficznych),
- "Krzyk Studenta" (wydawany przez Koło Naukowe Mediów Edukacyjnych),

Do bardziej regularnie ukazujących się zaliczyć można:
- "Serce Warmii" – pismo alumnów Wyższego Seminarium Duchownego Metropolii Warmińskiej "Hosianum" (wydawane od 1997 r.)
- Gazeta Studencka – pismo studentów UWM, wychodzi od jesieni 2004 r. pod redakcją Lecha Kryszyłowicza
- 5 plus X – kwartalnik Stowarzyszenia absolwentów ART w Olsztynie, później pismo absolwentów UWM w Olsztynie, wydawany przez Fundację im. Michała Oczapowskiego

## Typy czasopism
- Pisma środowiskowe wewnątrzuczelniane, jako biuletyny informacyjne, kierowane do pracowników
- Pisma uczelniane, których tematyka głównie związana jest uczelnią lub tematyką studencką i akademicką, kierowane zarówno do środowiska akademickiego jak i szerokiego kręgu odbiorców
  - Kwadrans Akademicki,
  - Wiadomości Uniwersyteckie,
  - Silva Rerum (pismo niepublicznej szkoły wyższej: Wyższa Szkoła Informatyki i Ekonomii TWP w Olsztynie)
- Pisma studenckie i absolwenckie
  - Gazeta Studencka,
  - 5 plus X
- Pisma regionalne i popularnonaukowe[wymaga weryfikacji?], tworzone głównie przez środowisko akademickie, ale przeznaczone głównie dla szerokiego, pozaakademickiego odbiorcy
  - Gazeta Uniwersytecka
  - Natura - Przyroda Warmii i Mazur
- Pisma naukowe[wymaga weryfikacji?], tworzone lub redagowane w środowisku akademickim Olsztyna ale o obiegu znacznie szerszym, kierowane do grup specjalistów lub naukowców
  - Polish Journal of Natural Sciences,
  - Journal of Elementology,
  - Humanistyka i Przyrodoznawstwo
  - Media – Kultura – Komunikacja Społeczna
  - Notatki Entomologiczne,
  - Trichopteron,
  - Odonatrix,
  - Acta Polono-Ruthenica.

(czasopisma naukowe wymagają uzupełnienia)